# 陳寶華
陳寶華（Ella Chan Bo-wah，1961年5月18日—），香港女性編劇，入行30多年曾創作多部劇集。

## 經歷
她分別於1974年及1981年畢業於聖士提反女子中學附屬小學和聖士提反女子中學，藝人吳麗珠為其小學及中學同學。她後於1984年畢業于香港浸會學院，1985年加入香港電視廣播有限公司任編劇。曾入圍第33屆金馬獎最佳原著劇本獎。
陳寶華創作的港劇作品包括：《我本善良》、《真情》、《再見亦是老婆》、《妙手仁心2》、《十月初五的月光》等。2001年離開無綫電視，曾榮任亞洲電視戲劇科總監，帶領亞洲電視製作一部榮獲最佳評選大獎及十大最受歡迎電視劇獎的《萬家燈火》。2003年正式前往內地雙棲發展，先後創作精彩及別具影響力的電視劇，包括《京港愛情線》、《新不了情》、《盛夏晚晴天》、《天淚傳奇之鳳凰無雙》等，並執筆由鄭少秋、焦晃 、歸亞蕾 、曾寶儀主演的香港回歸十週年獻禮劇集《榮歸》，創作了第一部反映香港回歸十年歷程的史詩式電視劇。
電影創作方面，與陳可辛導演合作電影《嫲嫲帆帆》入圍台灣第33屆金馬獎最佳原著劇本提名。從事劇集創作事業33年，多部創作的作品中，擅長創造令觀眾有深刻印象的角色，歷久不衰，往往為影視明星創造螢幕奇跡。
陳寶華於2018年重返無綫電視，首次以總監製及總編審身份創作電視劇《多功能老婆》。2018年之前，陳寶華最後於TVB擔任編審的作品是2001年製作的《LovingYou我愛你2》。之後只於2008年以編審身份替台灣TVBS及其母公司TVBI編寫《幸福的抉擇》。
至於2001年後無綫電視仍然有其他陳寶華的作品（例如《絕代商驕》及《樓奴》等），只是同名同姓的後輩編劇陳寶華（Mary Chan）創作，並非編審陳寶華（Ella Chan，人稱寶華姐）的作品，坊間常作混淆。較容易分辨的方法是，她（Ella Chan）於1989年已擔任劇集編審，自始在無綫電視其有份參與的劇集中，不會只擔任編劇同時還兼任編審。
在任監製時期，常用主要演員有黃浩然、陳煒、袁文傑（2部）。

## 監製／編審／編劇列表

### 電視劇（無綫電視）
- 1988年：《大茶園》編劇
- 1988年：《鬥氣一族》編劇
- 1989年：《花月佳期》編審
- 1990年：《孖仔孖心肝》編審+編劇（與邵麗琼合作）
- 1990年：《我本善良》編審+編劇（與歐冠英合作）
- 1990年：《同居三人組》編審（與邵麗瓊、黃浩華、黃國輝、蕭光漢、林少枝合作）
- 1991年：《三八佳人》編審+編劇
- 1991年：《男盜女差》編審+編劇（與黃翠華合作）
- 1991-1992年：《卡拉屋企》編審（與曾謹昌、梁詠梅、羅錦輝合作）
- 1992年：《龍的天空》編審+編劇（與黃翠華合作）
- 1993年：《鎮金女人周記》編審+編劇
- 1993年：《少年五虎》編審
- 1993-1994年：《開心華之里》編審+編劇（與司徒錦源、趙靜蓉、彭濟材合作）
- 1994年：《再見亦是老婆》編審+編劇
- 1994-1995年：《餐餐有宋家》編審+編劇（與黃翠華、林少枝合作）
- 1995-1999年：《真情》編審+編劇（與林少枝合作）
- 2000年：《LovingYou我愛你》編審+編劇
- 2000年：《十月初五的月光》編審+編劇
- 2000年：《妙手仁心II》編審+編劇
- 2003年：《LovingYou我愛你2》編審+編劇
- 2019年：《多功能老婆》監製＋編審+編劇（與周寶蓮及湯健萍合作）

### 電視劇（亞洲電視）
- 2002年：《有求必應》故事
- 2002年：《搶槓夫妻》故事
- 2002年：《勝券在握》編審+編劇
- 2003年：《萬家燈火》監製
- 2004年：《子是故人來》故事
- 2004年：《8號巴士站站情》故事

### 電視劇（中國內地／合拍劇）
- 1996年：《女人的故事》
- 1997年：《京港愛情線》
- 2005年：《天地真情》
- 2007年：《榮歸》
- 2008年：《新不了情》
- 2008年：《天涯咫尺》
- 2008年：《幸福的抉擇》
- 2009年：《婆婆來了》
- 2010年：《新西廂記》
- 2013年：《盛夏晚晴天》
- 2014年：《微時代》
- 2017年：《天淚傳奇之鳳凰無雙》
- 2018年：《鳴鴻傳》
- 2022年：《獅子山下的故事》

## 電影编剧
- 1990年：《紅場飛龍》
- 1993年：《一屋哨牙鬼》
- 1994年：《金枝玉葉》
- 1996年：《嫲嫲帆帆》
- 1996年：《情人的眼泪》
- 1999年：《春風得意梅龍鎮》